# آمده مرو
آمده مرو (انگلیسی: Amédée Méreaux; ۱۷ سپتامبر ۱۸۰۲ – ۲۵ آوریل ۱۸۷۴) نوازنده پیانو، و آهنگ‌ساز اهل فرانسه بود.